# Гранд Инга
Гранд Инга е името на четвъртата и най-голяма ВЕЦ в каскадата Инга. Стената на язовира ще бъде построена на р. Конго, в ДР Конго, на 8 км от Инга-1, на 7.3 км от Инга-2 и на 6.5 км от Инга-3.
Очаква се капацитетът на Гранд Инга да достигне 39 000 MW генерирана мощност с помощта на 52 турбини, всяка от които от 750 MW. Това означава почти два-пъти повече мощност от най-голямата ВЕЦ построена дотогава, Три клисури и общо над 320 тераватчаса годишно. Според анализаторите Гранд Инга ще увеличи снабдяването на континента с 30%. 

## Прогрес
Очакваше се строежът на стената да започне през 2014 г., само една година преди да приключи строежът на Инга-3. През май 2009, проектът достига крайния етап на планиране, и определяне срок на завършване на стената – от 2020 до 2025 година. Проектът за Гранд Инга ще струва над $80 млрд.
Стената ще бъде дълга 205 м и висока 105 м, а резервоарът ще е с дължина 15 километра.